# 福光橋 (富山県)
福光橋（ふくみつばし）は、富山県南砺市の一級河川小矢部川に架かる国道304号および富山県道27号金沢井波線の橋梁。『福光大橋』（ふくみつおおはし）とも呼ばれている。

## 概要
同地には1930年（昭和5年）以前、木造の橋（『安世橋』（あんせばし）という異名があった）が架かっていたが、同年10月31日に鉄橋タイドアーチ式の橋が架橋された（当時の幅員は4.25m）。老朽化と交通量増大のため1972年（昭和47年）に解体、1974年（昭和49年）12月21日に、現在の橋が竣工した。
福光の市街地の東側と西側を結ぶ重要な橋である。架け替え期間中は、周辺の交通が止まり、商圏人口が一時3万人から1万8千人に減少するという影響が出ている。
右岸側のすぐ近くに、南砺市役所（旧福光町役場）が立地している。

## 橋データ
現在の橋のデータを記述。
- 橋の種類 - PC桁橋[2]
- 左岸 - 富山県南砺市福光
- 右岸 - 富山県南砺市荒木
- 橋長 - 79.7 m[3]
- 幅員 - 12 m[3]